# Phönix-Skandal
Der Phönix-Skandal im Jahr 1936 war ein österreichischer Versicherungsskandal, der das austrofaschistische Schuschnigg-Regime zutiefst erschütterte, einer der Auslöser einer Regierungsumbildung wurde und mit zum Juliabkommen beitrug, durch das Österreich in stärkste Abhängigkeit von NS-Deutschland geriet. Die österreichische Finanzmarktaufsichtsbehörde bezeichnete diesen Skandal rückblickend als „absoluten Tiefpunkt“ in der Geschichte der österreichischen Versicherungswirtschaft.

## Verlauf

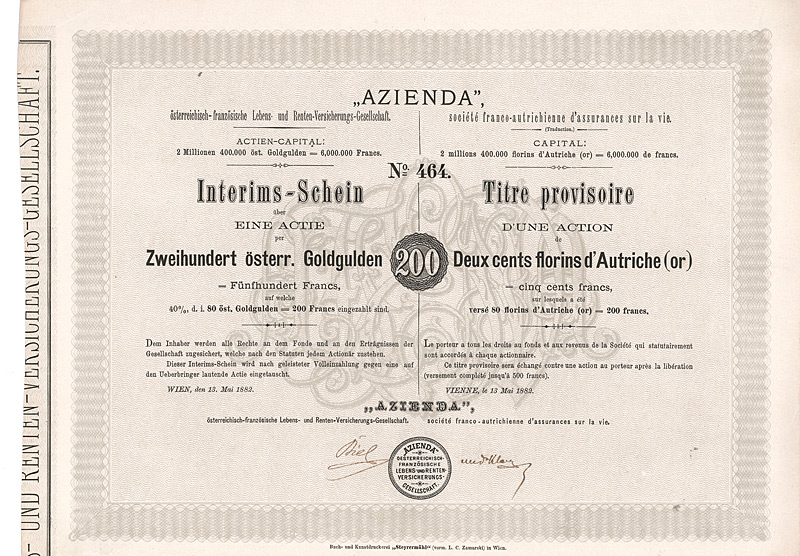
Interimsschein einer Aktie der Azienda vom 13. Mai 1882

Das 1882 unter dem Namen Azienda gegründete Lebensversicherungs-Unternehmen übernahm 1889 die Geschäfte und den Namen der 1860 durch die Dresdner Feuer-Versicherung gegründeten Österreichischen Phönix. Die Lebensversicherungs-Gesellschaft PHÖNIX, auch als Phönix-Leben bekannt, war ein Versicherungsanbieter, der selbst Mitglieder des Kaiserhauses zu seinen Kunden gezählt hatte.
Während des Ersten Weltkriegs erzielte das Unternehmen großes Wachstum, nicht zuletzt dadurch, dass sein Leiter, Wilhelm Berliner, die sogenannte Kriegsteilnehmerversicherung geschaffen hatte. Diese sollte die Versorgung der Hinterbliebenen von im Krieg gefallenen Soldaten sichern.
Ungeachtet des Zusammenbruchs der Habsburgermonarchie konnte Phönix nach 1918 seine Position in den Nachfolgestaaten stärken und somit die ersten schwierigen Nachkriegsjahre überwinden. Ab 1925 war das Unternehmen, weiterhin geleitet von Wilhelm Berliner, wieder auf Expansionskurs. In der Zwischenkriegszeit wuchs es zu Österreichs einzigem transnationalen Konzern heran und war zuletzt in 23 Ländern tätig.
Durch aggressive Verkaufsmethoden und eine Serie von Übernahmen wurde der Phönix in seiner Branche die Nummer 3, nach anderen Quellen sogar die Nummer 2 in Europa. Berliner pflegte hervorragende Kontakte zur österreichischen Regierung, zu den Heimwehren, zur monarchistischen ebenso wie zur sozialdemokratischen Bewegung. Er finanzierte, wie sich später herausstellen sollte, mit etwa gleichen Beträgen sowohl jüdische als auch NS-Organisationen. Gerüchte über Schwierigkeiten bei Phönix gab es um die Mitte der 1930er Jahre schon einige Zeit, die Weltwirtschaftskrise hatte ihre Auswirkungen auch auf den Deckungsstock des Unternehmens. Außerdem machte der Zusammenbruch der Creditanstalt vom 11. Mai 1931 dem Unternehmen zu schaffen. In der Art und Weise der Geschäftsführung sind weitgehende Parallelen zwischen dem Zusammenbruch der beiden Unternehmen festzustellen: Wie die Creditanstalt hatte auch die Phönix-Versicherung nach dem Zusammenbruch der Monarchie eine gefährliche Expansionsstrategie in den Nachfolgestaaten verfolgt und damit ihre finanziellen Kräfte überspannt sowie gewagte Spekulationsgeschäfte betrieben, die durch Bestechungen verschleiert worden waren.
Die Unternehmensleitung schaffte es aber, diese Gerüchte immer wieder zu zerstreuen; offenbar auch durch Bestechung von einflussreichen Journalisten, einerseits regulär in Form von Inseraten – „hypertrophe Ausgestaltung des Werbeapparates“ nannte das die Amtliche Nachrichtenstelle –, andererseits in Form von diskret überreichten Geldkuverts. Außerdem machte es sich die Geschäftsleitung angelegen, ein gutes Verhältnis zur Versicherungsaufsichtsbehörde und zu den politisch führenden Instanzen zu bewahren. Unter anderem fungierte der ehemalige Bundeskanzler Carl Vaugoin als Präsident des Verwaltungsrates des Konzerns. Angesichts der gegen die österreichische Fremdenverkehrswirtschaft gerichteten Tausend-Mark-Sperre schuf Berliner eine eigene Abteilung des Phönix zur Unterstützung des heimischen Tourismus.
Als Wilhelm Berliner am 17. Februar 1936 – „an den Folgen einer nachlässig behandelten Mittelohrentzündung“ – verstarb, löste die Nachricht eine Welle des Bedauerns im In- und Ausland um diesen hoch geschätzten Versicherungsfachmann aus. Das Begräbnis am 20. Februar wurde noch als großes gesellschaftliches Ereignis begangen, allerdings ohne Teilnahme aktiver Regierungsmitglieder.

### Fall

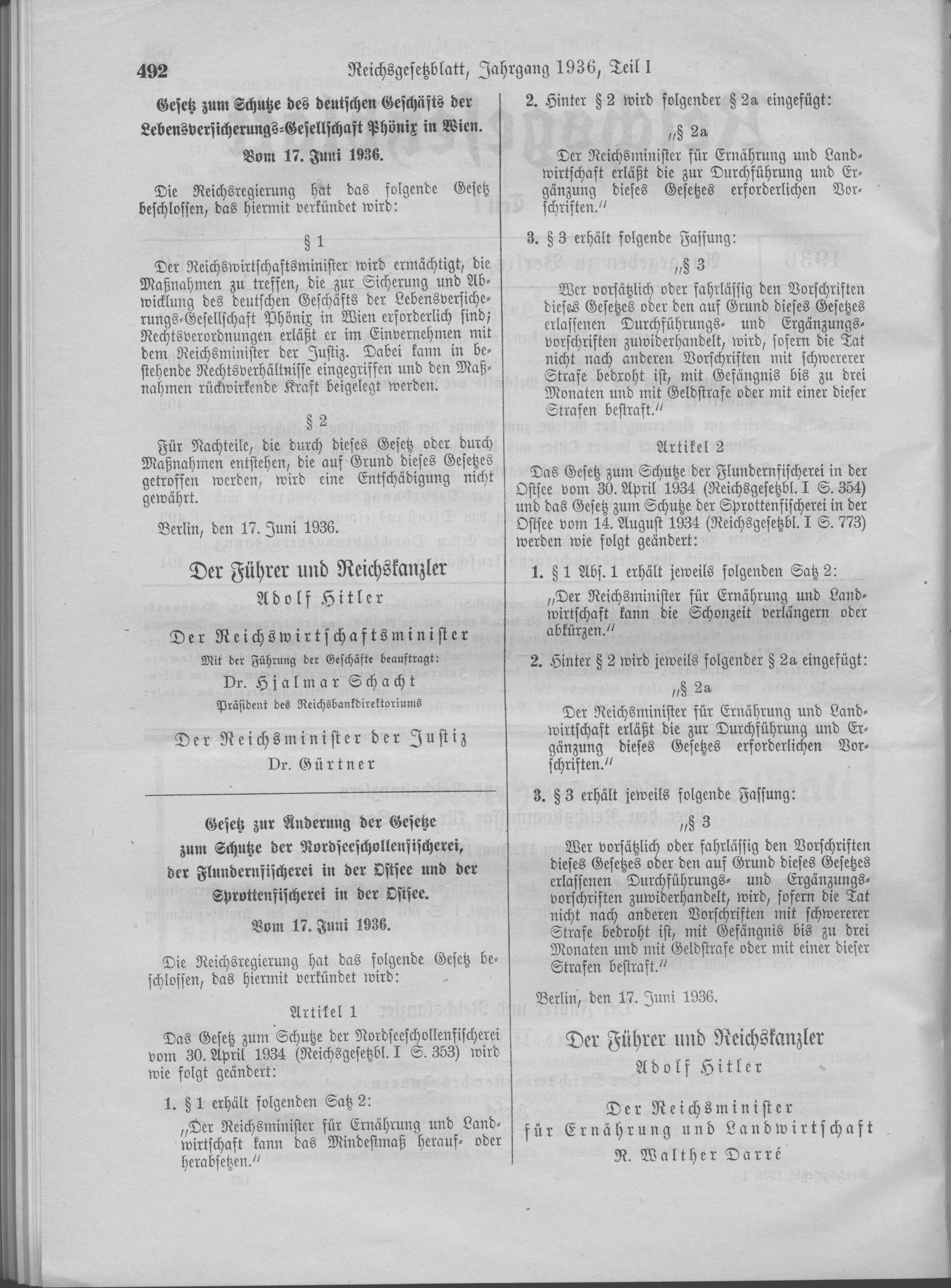
Gesetz zum Schutze des deutschen Geschäfts der Lebensversicherungs-Gesellschaft Phönix in Wien (Deutsches Reich, 1936)

Doch nur wenige Wochen danach brach die Phönix-Versicherung zusammen. Wie aus dem Nichts waren riesige Löcher in den Bilanzen und Sicherungsfonds aufgebrochen.
Der Phönix hatte eine waghalsige Dumpingpolitik betrieben, bei der den Versicherten Verträge angeboten wurden, die kaum wirtschaftlich sein konnten. Die Persönlichkeit Berliners und seine politischen Beziehungen hatten grobe Unzulänglichkeiten in der Gebarung zugedeckt. Der so angesehene Versicherungsexperte täuschte die Aufsicht, indem er zu Prüfungen bei einer seiner mehr als dreißig Gesellschaften im In- und Ausland stets höchstpersönlich anreiste; im Aktenkoffer immer dieselben Wertpapiere, die er einmal in Wien und ein anderes Mal in Berlin oder woanders in seinem Versicherungsimperium als vermeintliche Sicherheit präsentierte.
Möglicherweise halfen auch Bestechungen an hohe Beamte und die Leiter der österreichischen und der tschechoslowakischen Versicherungsaufsicht.
Zum Nachfolger Berliners wurde mit 24. Februar 1936 Eberhard Reininghaus bestellt. Dieser Versicherungsmann, später (1945–1950) Chef der Münchener Rückversicherungs-Gesellschaft, erkannte in der Folge das ganze Ausmaß der Katastrophe, nachdem er am 28. Februar 1936 von der Kasse der Versicherung erfahren hatte, dass keine Mittel für die Lohnauszahlungen vorhanden war. Am 29. Februar erhielt Reininghaus vom Chefbuchhalter Eduard Hanny in einem verschlossenen Kuvert die korrekten Bilanzen und schaltete den Präsidenten der Nationalbank und den Finanzminister ein. Zwar wurde erst Ende Februar der Finanzminister von der richtigen Bilanz offiziell benachrichtigt, die Mitglieder der österreichischen Bundesregierung wussten aber möglicherweise schon früher über die Lage bei der Phönix-Leben Bescheid.
Bereits im Jahr 1929 betrug das Defizit 80 Millionen Schilling. Phönix half sich mit verspätet vorgelegten, unvollständigen, undurchschaubaren, letztlich gefälschten Bilanzen. Im Jahr 1936, als alles aufflog, hatte das Defizit 250 Millionen Schilling erreicht – fünf Prozent des österreichischen Volkseinkommens von 1936. Nicht weniger als 330.000 Österreicher waren zu diesem Zeitpunkt beim Phönix lebensversichert.
Der Regierung wurde klar, dass sie rasch handeln musste. Die Politik reagierte mit einer Welle neuer, noch strengerer gesetzlicher Vorschriften. Mittels mehrerer Bundesgesetze vom 25. März 1936 wurde eine „Reform des Privatversicherungswesens“ in Österreich vorgenommen, die im Wesentlichen auf eine Auffanggesellschaft für die Phönix-Versicherung hinauslief: Die Ansprüche der Phönix-Versicherten wurden zwar in einer konzertierten Aktion der Versicherungswirtschaft aufgefangen, letztlich mussten aber nicht nur die Phönix-Versicherten, sondern fast alle Versicherungskunden einschneidende Leistungskürzungen hinnehmen. Dennoch musste über die Phönix-Versicherung der Konkurs eröffnet werden, und 1300 Mitarbeiter verloren ihren Arbeitsplatz.
Der ehemalige Finanzminister und damalige Nationalbankpräsident Viktor Kienböck versuchte am 24. April 1936 die aufgebrachte Öffentlichkeit zu beruhigen. Es wurde in der Folge auch ruchbar, dass Berliner das Wohlwollen der österreichischen Behörden durch Bestechung gewonnen haben dürfte.
Es gab in der Folge mehrere Selbstmorde. Sektionschef Heinrich Ochsner von der Versicherungsaufsichtsbehörde erschoss sich nach Ladung zur Einvernahme am 28. März im Inundationsgebiet der Donau. Der Journalist Ernst Klebinder beging am 7. Mai in Abbazia mit Zyankali Selbstmord. Eine am 29. April 1936 in den zahlreichen größeren Tageszeitungen (z. B. Wiener Zeitung, Reichspost) veröffentlichte amtliche Mitteilung über den Phönix-Skandal nannte auch etliche Empfänger von Geldleistungen. Ob diese Liste vollständig war, ist umstritten. Die in diesem Fall ungewöhnlich gut informierte, offenbar über Insider-Informationen verfügende Brünner Arbeiter-Zeitung, das Zentralorgan der exilierten Sozialdemokraten, nannte etwa auch den Minister Josef Dobretsberger unter den „Nehmern“.
Das amerikanische Time Magazine vom 11. Mai 1936 wertete den Phönix-Skandal vorrangig als Instrument im Machtkampf Kurt Schuschniggs gegen den in die Affäre verwickelten Heimwehrführer Starhemberg. Dieser musste bei der Umbildung der Regierung auch seinen Posten als Vizekanzler räumen. Auch einige Minister verschwanden in der Versenkung, und der plötzliche Tod des ehemaligen Kanzlers Karl Buresch im September 1936 wurde ebenfalls mit dem Phönixskandal in Verbindung gebracht. Zur Sanierung des akut vom Konkurs bedrohten Versicherungsunternehmens wurde die Österreichische Versicherungs Aktien Gesellschaft (ÖVAG) gegründet, die gesamte Versicherungswirtschaft und ihre inländischen Kunden mussten aufgrund der Sondergesetzgebung beträchtliche Opfer bringen. Es kam zu erheblichen Leistungskürzungen, die alle Versicherungskunden, nicht nur jene des Phönix, trafen – für die Auslandskunden des Phönix wurde von österreichischer Seite keine Vorsorge getroffen.
Die politischen Gegner des autoritären Regimes, das sich als christlicher Ständestaat verstand, namentlich die im Februaraufstand 1934 geschlagenen Sozialisten, aber auch die politische Rechte (die versuchte, aus dem Skandal antisemitischen Profit zu ziehen), zogen Vorteile aus dieser Situation.
Das Ansehen der Regierung Schuschnigg wurde weiter ausgehöhlt, wodurch die illegale nationalsozialistische Bewegung in Österreich weiteren Auftrieb erhielt. Der Skandal galt als Beweis für die „Verderbtheit und die Bestechlichkeit der schlappen Ostmärker“. In der Vergangenheit hatte die NSDAP allerdings in Österreich und im Deutschen Reich selbst Zahlungen der Phönix angenommen.
Die massive Verschärfung der Aufsichtsgesetze infolge des Phönix-Skandals kam kaum mehr zum Tragen. Am 12. März 1938 marschierten Hitlers Truppen in Österreich ein. Das österreichische Recht wurde rückwirkend mit 1. März durch jenes des Deutschen Reiches ersetzt, dessen Versicherungsaufsichtsgesetz (VAG) von strengster und striktester Staatsaufsicht geprägt war.